# Lac Goose
Goose Lake est un petit lac d'Anchorage dans l'État américain d'Alaska, situé près de l'Université d'Alaska Anchorage. C'est un lieu de baignade populaire en été, avec l'une des deux plages municipales, et il est relié au vaste réseau de sentiers de la ville. C'est un lac kettle.

## Galerie

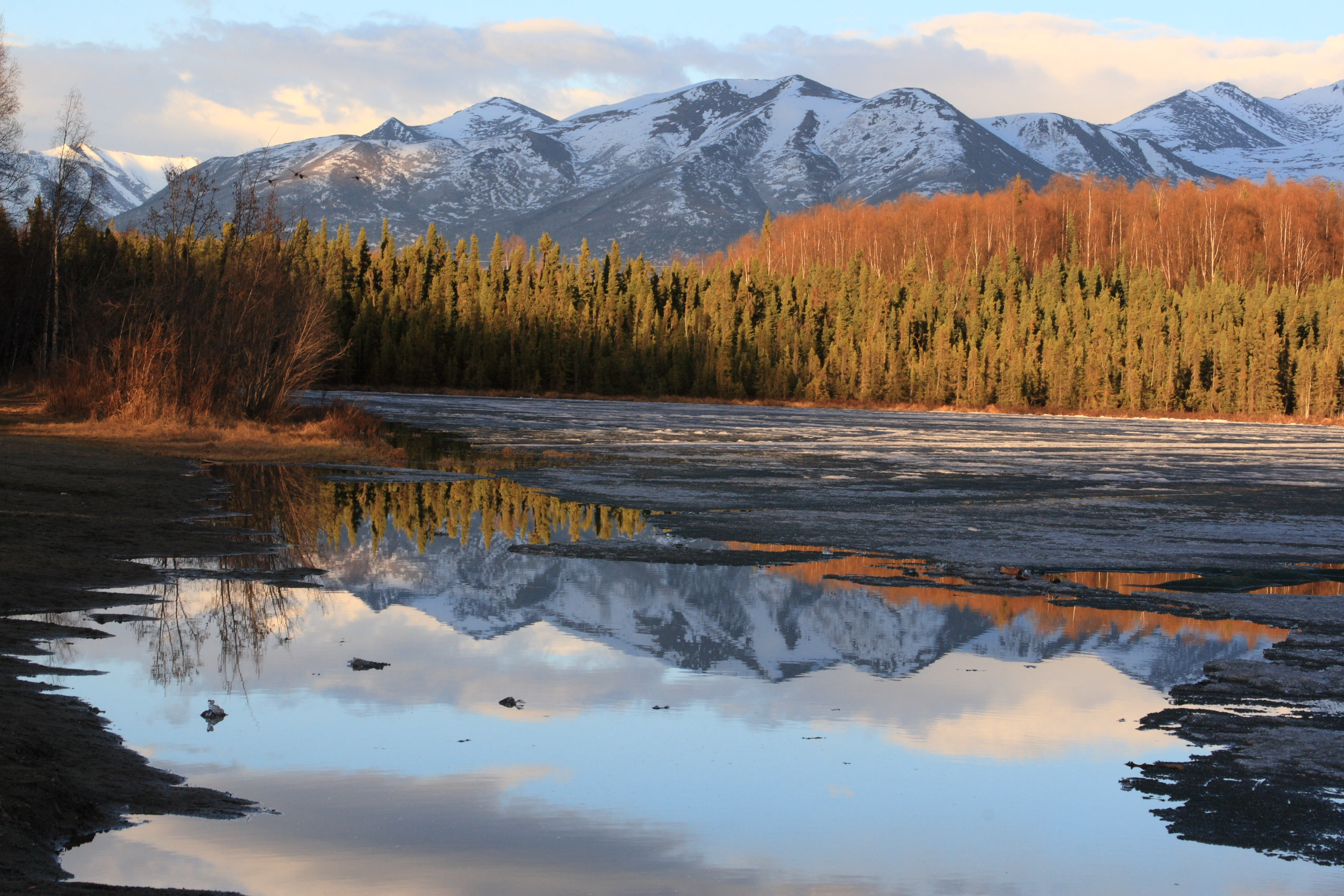
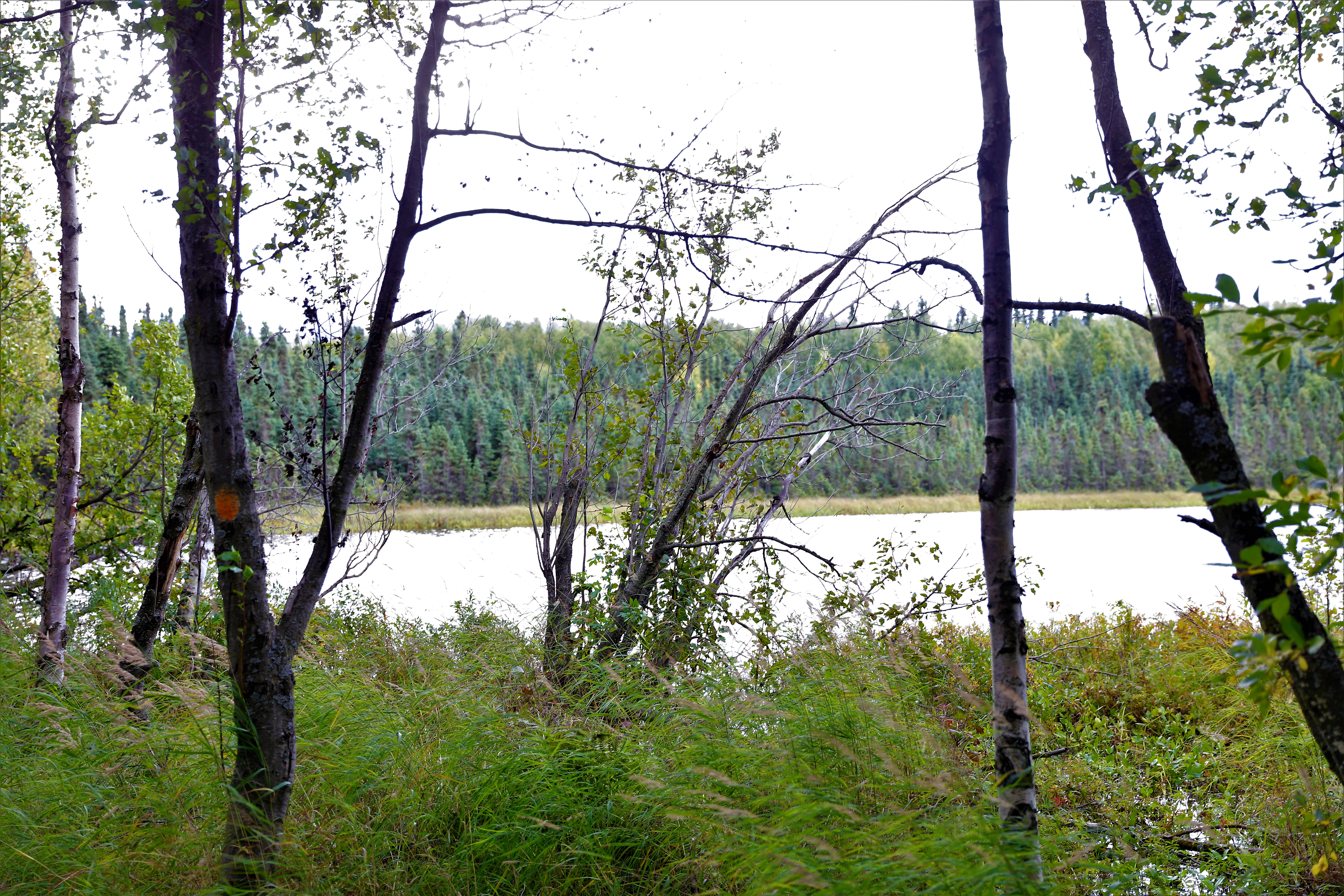
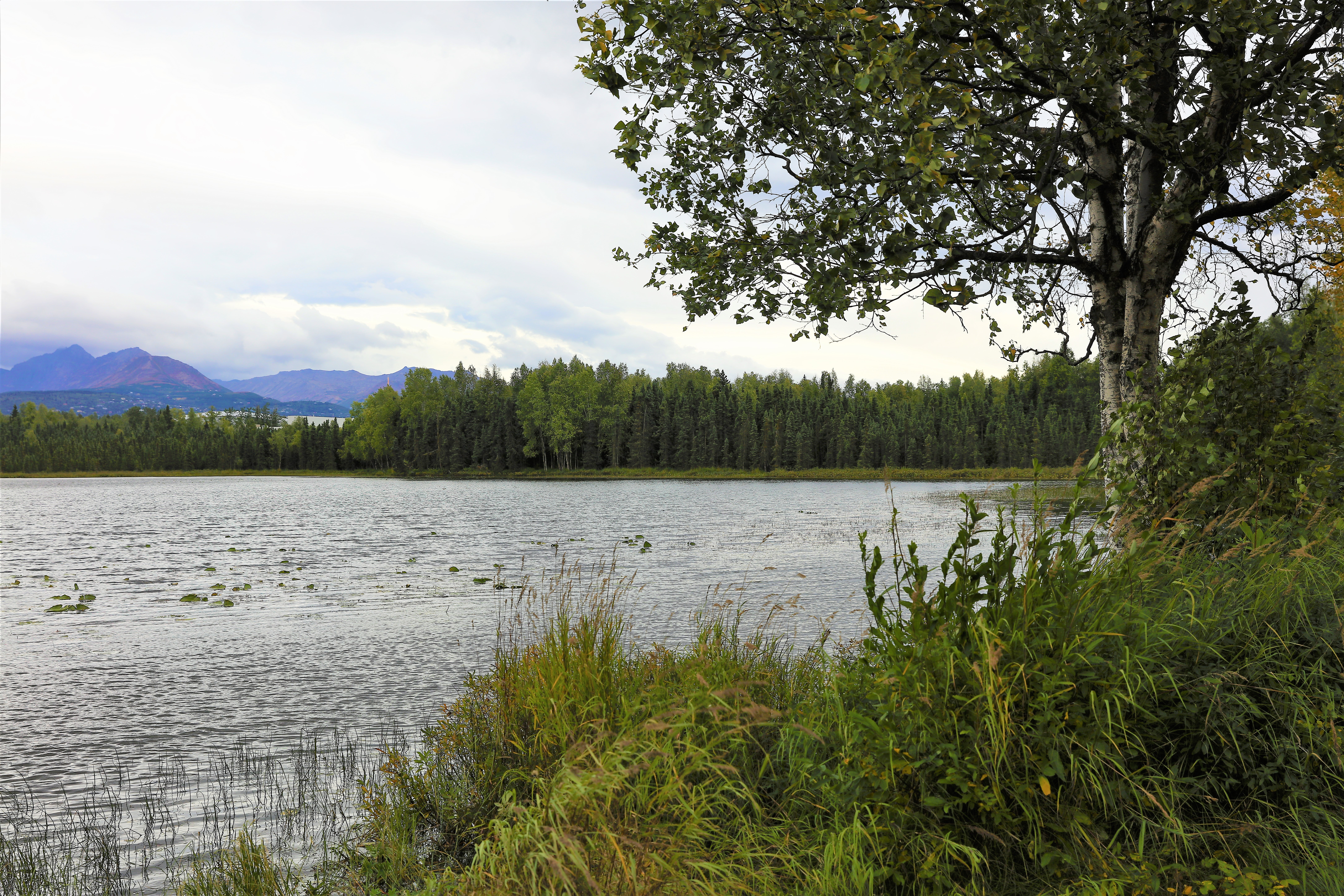

## Liens
- Ressource relative à la géographie :   - Geographic Names Information System